# Isla Mouly
Isla Mouly (en francés: île Mouly; a veces escrito Mouli, y también conocida como Hwakaiö) es una de las islas de la Lealtad, en el archipiélago de Nueva Caledonia, un territorio de ultramar de Francia en el océano Pacífico. La isla es parte de la comuna (municipio) de Ouvéa, en la provincia de Islas en Nueva Caledonia.
Mouly se encuentra en el atolón de Ouvéa, separado de la isla Ouvéa por un pasaje de unos 200 metros de ancho. Un puente se abrió al tráfico de vehículos y se extiende por el paso entre las dos islas, ofreciendo unas vistas de gran belleza paisajística de la laguna.
Mouli tiene 7,5 km (4,7 millas) de largo y solo 1 km (0,62 millas) de ancho. En el censo de 1996 había 364 personas viviendo en la isla.